# Olga Brózda
Olga Brózda (* 26. Januar 1986 in Posen) ist eine polnische Tennisspielerin.

## Karriere
Brózda gewann während ihrer Karriere bisher sechs Einzel- und 48 Doppeltitel des ITF Women’s Circuits. Im Hauptfeld eines WTA-Turniers spielte sie erstmals 2002 in Sopot, gemeinsam mit Magdalena Tokarska als Doppelpartnerin. Sie verloren ihr Erstrundenspiel gegen Tazzjana Putschak/Anastassija Rodionowa mit 6:70 und 1:6.
In der deutschen Tennis-Bundesliga spielte Brózda 2006 und 2007 für den TC Blau-Weiss Halle, 2008 für den Marienburger SC, 2009, 2010 und 2011 in der 2. sowie 2012 in der 1. Liga für den Ratinger TC Grün-Weiß.

## Turniersiege

### Einzel
| Nr. | Datum        | Turnier      | Kategorie   | Belag             | Finalgegnerin     | Ergebnis       |
| --- | ------------ | ------------ | ----------- | ----------------- | ----------------- | -------------- |
| 1.  | April 2007   | Split        | ITF $10.000 | Sand              | Patricia Mayr     | 7:63, 6:0      |
| 2.  | August 2007  | Westende     | ITF $10.000 | Hartplatz         | Evelyn Mayr       | 3:6, 6:3, 6:0  |
| 3.  | Oktober 2007 | Mytilini     | ITF $10.000 | Hartplatz         | Keren Shlomo      | 6:2, 6:4       |
| 4.  | Oktober 2007 | Volos        | ITF $10.000 | Teppich           | Biljana Pavlova   | 6:72, 6:2, 6:0 |
| 5.  | März 2008    | Dijon        | ITF $10.000 | Hartplatz (Halle) | Sarah Bonwell     | 7:5, 4:6, 6:4  |
| 6.  | Oktober 2009 | Thessaloniki | ITF $10.000 | Sand              | Tanya Germanlieva | 5:7, 6:1, 6:2  |

### Doppel
| Nr. | Datum          | Turnier             | Kategorie   | Belag             | Partnerin              | Finalgegnerinnen                           | Ergebnis           |
| --- | -------------- | ------------------- | ----------- | ----------------- | ---------------------- | ------------------------------------------ | ------------------ |
| 1.  | Mai 2004       | Warschau            | ITF $10.000 | Sand              | Monika Schneider       | Natalia Bogdanova Walerija Bondarenko      | 2:6, 6:4, 6:2      |
| 2.  | Februar 2005   | Mallorce            | ITF $10.000 | Sand              | Petra Cetkovská        | Adriana Gonzalez-Peñas Romina Oprandi      | 6:3, 6:4           |
| 3.  | Mai 2005       | Olecko              | ITF $10.000 | Sand              | Natalia Kołat          | Irinia Kuzmina Alise Vaidere               | 5:7, 6:1, 6:1      |
| 4.  | Juni 2005      | Warschau            | ITF $10.000 | Sand              | Natalia Kołat          | Weronika Kapschaj Jelena Tschalowa         | 6:1, 6:4           |
| 5.  | Juli 2005      | Düsseldorf          | ITF $10.000 | Sand              | Monika Schneider       | Danica Krstajić Jelena Tschalowa           | 1:6, 6:1, 6:2      |
| 6.  | März 2006      | Kairo               | ITF $10.000 | Sand              | Silvia Disderi         | Kateryna Herth Iryna Brémond               | 6:3, 6:1           |
| 7.  | April 2006     | Athen               | ITF $25.000 | Sand              | Margit Rüütel          | Gabriela Niculescu Monica Niculescu        | 2:6, 6:4, 6:2      |
| 8.  | Mai 2006       | La Palma            | ITF $25.000 | Hartplatz         | Karolina Kosińska      | Matea Mezak Nadja Pavić                    | 4:6, 6:3, 6:4      |
| 9.  | Juni 2006      | Olecko              | ITF $10.000 | Sand              | Natalia Kołat          | Irina Kuzmina Alise Vaidere                | 6:2, 6:3           |
| 10. | August 2006    | Gdynia              | ITF $10.000 | Sand              | Natalia Kołat          | Aleksandra Malyarchikova Oksana Teplyakova | 6:2, 6:1           |
| 11. | Dezember 2006  | Kairo               | ITF $10.000 | Sand              | Émilie Bacquet         | Wassilissa Dawydowa Varvara Galanina       | 6:1, 6:3           |
| 12. | März 2007      | Patras              | ITF $25.000 | Hartplatz         | Lenka Tvarošková       | Mervana Jugić-Salkić Anna Koumantou        | 6:3, 3:1 Aufgabe   |
| 13. | April 2007     | Split               | ITF $10.000 | Sand              | Natalia Kołat          | Mihaela Buzărnescu Antonia Xenia Tout      | 6:2, 6:1           |
| 14. | Juni 2007      | Alkmaar             | ITF $10.000 | Sand              | Natalia Kołat          | Daniëlle Harmsen Claire Lablans            | 6:3, 3:6, 6:3      |
| 15. | Oktober 2007   | Mytilini            | ITF $10.000 | Hartplatz         | Magdalena Kiszczyńska  | Nicole Clerico Anna Koumantou              | 6:2, 7:63          |
| 16. | Oktober 2007   | Volos               | ITF $10.000 | Teppich           | Magdalena Kiszczyńska  | Justyna Jegiołka Anastassija Wassyljewa    | 6:3, 7:65          |
| 17. | November 2007  | Jounieh             | ITF $25.000 | Sand              | Marija Kondratjewa     | Nicole Clerico Teliana Pereira             | 6:3, 6:1           |
| 18. | November 2007  | Opole               | ITF $25.000 | Teppich (Halle)   | Weronika Kapschaj      | Lucie Kriegsmannová Darina Sedenková       | 7:5, 6:3           |
| 19. | März 2008      | Amiens              | ITF $10.000 | Sand              | Volha Duko             | Magali de Lattre Madeleine Saari-Bystrom   | 6:2, 6:3           |
| 20. | Mai 2008       | Olecko              | ITF $10.000 | Sand              | Magdalena Kiszczyńska  | Annie Goransson Hanne Skak Jensen          | 6:4, 6:2           |
| 21. | Juli 2008      | Toruń               | ITF $25.000 | Sand              | Magdalena Kiszczyńska  | Mihaela Buzărnescu Anastassija Piwowarowa  | 4:6, 6:4, [10:2]   |
| 22. | August 2008    | Palić               | ITF $50.000 | Sand              | Magdalena Kiszczyńska  | Mervana Jugić-Salkić Teodora Mirčić        | 6:3, 7:65          |
| 23. | September 2008 | Brünn               | ITF $25.000 | Sand              | Magdalena Kiszczyńska  | Hana Birnerová Darina Sedenková            | 6:2, 6:2           |
| 24. | Oktober 2008   | Sant Cugat          | ITF $10.000 | Sand              | Diana Enache           | Melisa Cabrera-Handt Lucia Sainz-Pelegri   | 6:74, 7:63, [10:7] |
| 25. | März 2009      | Amiens              | ITF $10.000 | Sand              | Magdalena Kiszczyńska  | Bianca Hincu Anaïs Laurendon               | 6:2, 6:1           |
| 26. | März 2009      | Gonesse             | ITF $10.000 | Sand              | Magdalena Kiszczyńska  | Martina Caciotti Nicole Clerico            | 6:1, 6:2           |
| 27. | Oktober 2009   | Mytilini            | ITF $10.000 | Hartplatz         | Justyna Jegiołka       | Jocelyn Rae Jade Windley                   | 6:4, 6:4           |
| 28. | Oktober 2009   | Volos               | ITF $10.000 | Teppich           | Justyna Jegiołka       | Tanya Germanlieva Dessislawa Mladenowa     | 4:6, 6:4, [10:7]   |
| 29. | März 2010      | Lyon                | ITF $10.000 | Hartplatz (Halle) | Magdalena Kiszczyńska  | Elena Bogdan Stéphanie Vongsouthi          | 5:7, 6:4, [10:6]   |
| 30. | Mai 2010       | Badalona            | ITF $10.000 | Sand              | Barbara Sobaszkiewicz  | Sheila Solsona-Carcasona Alina Sullivan    | 6:1, 6:4           |
| 31. | Juni 2010      | Lenzerheide         | ITF $10.000 | Sand              | Sylwia Zagórska        | Martina Caciotti Nicole Clerico            | 4:6, 6:1, [10:5]   |
| 32. | August 2010    | Wahlstedt           | ITF $10.000 | Sand              | Natalia Kołat          | Marcella Koek Bernice van de Velde         | 3:6, 6:3, [10:8]   |
| 33. | August 2010    | Enschede            | ITF $10.000 | Sand              | Natalia Kołat          | Carolin Daniels Julia Wachaczyk            | 6:1, 6:3           |
| 34. | September 2010 | Katowice            | ITF $25.000 | Sand              | Natalia Kołat          | Katarzyna Piter Barbara Sobaszkiewicz      | 6:3, 6:3           |
| 35. | Mai 2011       | Båstad              | ITF $10.000 | Sand              | Natalia Kołat          | Yuliana Lizarazo Alina Wessel              | 7:63, 6:2          |
| 36. | Mai 2011       | Båstad              | ITF $10.000 | Sand              | Natalia Kołat          | Hilda Melander Paulina Milosavljevic       | 6:3, 6:1           |
| 37. | Juni 2011      | Alkmaar             | ITF $10.000 | Sand              | Natalia Kołat          | Kimberley Cassar Isabella Schinikowa       | 6:76, 6:2, [10:2]  |
| 38. | Juli 2011      | Palić               | ITF $10.000 | Hartplatz         | Natalia Kołat          | Karina Goia Dalia Zafirova                 | 6:2, 6:3           |
| 39. | Juli 2012      | Tampere             | ITF $10.000 | Sand              | Anouk Tigu             | Nikola Horáková Julija Waletowa            | 6:4, 6:3           |
| 40. | August 2012    | Gaziantep           | ITF $10.000 | Hartplatz         | Nikolá Horáková        | Khristina Kazimova Zalina Khairudinova     | 6:4, 6:2           |
| 41. | September 2012 | Antalya             | ITF $10.000 | Hartplatz         | Nikolá Horáková        | Darya Shulzhanok Nikola Vajdová            | 6:0, 6:4           |
| 42. | September 2012 | Scharm asch-Schaich | ITF $10.000 | Hartplatz         | Lu Jia Xiang           | Fatma Al-Nabhani Lidsija Marosawa          | 7:5, 6:2           |
| 43. | Oktober 2012   | Akko                | ITF $10.000 | Hartplatz         | Natalia Kołat          | Nikola Fraňková Jekaterina Jaschina        | 6:2, 6:4           |
| 44. | Oktober 2012   | Ashkelon            | ITF $10.000 | Hartplatz         | Natalia Kołat          | Nikola Fraňková Jekaterina Jaschina        | 7:611, 6:1         |
| 45. | April 2013     | Scharm asch-Schaich | ITF $10.000 | Hartplatz         | Natalia Kołat          | Olga Doroschina Laura Pigossi              | 6:3, 6:1           |
| 46. | August 2015    | Las Palmas          | ITF $10.000 | Sand              | Anastassija Schoschyna | Chayenne Ewijk Rosalie van der Hoek        | 7:68, 3:6, [10:7]  |
| 47. | November 2015  | Stockholm           | ITF $10.000 | Hartplatz (Halle) | Anastassija Schoschyna | Deborah Chiesa Valeria Gorlats             | 6:3, 6:2           |
| 48. | Juni 2016      | Szczawno-Zdrój      | ITF $10.000 | Sand              | Anastassija Schoschyna | Maryna Kolb Nadija Kolb                    | 6:2, 7:64          |